# Gerhard Glattes
Gerhard Glattes (Bruschal, 1909. február 6. – 1986. október 25.) német tengeralattjáró-kapitány volt a második világháborúban. Az ő hajója, az U–39 volt az első, amelyet a szövetségesek a konfliktusban elsüllyesztettek. A hadifogságba esett német tengeralattjáró-kapitányok közül ő töltötte a második leghosszabb időt rabságban.

## Pályafutása
Gerhard Glattes 1927-ben tengerészkadétként csatlakozott a német haditengerészethez. 1936. október 1-jén kinevezték az U–5  iskolahajó kapitányának. Ezután különböző vezérkari beosztásokban szolgált. 1938. december 10-én megkapta az U–39 parancsnoki posztját. Első őrjáratán a Brit Királyi Haditengerészet rombolói mélységi bombákkal felszínre kényszerítették a búvárhajót, és Gerhard Glattest, valamint a teljes legénységet elfogták. A kapitányt csak 1947. április 8-án bocsátották szabadon, ő töltötte fogolytáborban a leghosszabb időt a tengeralattjáró-kapitányok közül, nem számítva Günther Lorentzet, aki egy nappal többet raboskodott nála.

## Összegzés
| Hajója | Parancsnoki szolgálata                    | Őrjáratok száma | Őrjáratok hossza (nap) | Eltalált hajók száma | Eltalált hajók vízkiszorítása (brt) |
| ------ | ----------------------------------------- | --------------- | ---------------------- | -------------------- | ----------------------------------- |
| U–5    | 1936. október 1. – 1938. február 2.       | 0               | 0                      | 0                    | 0                                   |
| U–39   | 1938. december 10. – 1939. szeptember 14. | 1               | 27                     | 0                    | 0                                   |